# 惡作劇之吻 (1996年電視劇)
《惡作劇之吻》（又名：一吻定情、加油琴子），是一部日本校園愛情喜劇，故事改編自日本漫畫家多田薰的日本同名漫畫作品《淘氣小親親》，由柏原崇、佐藤藍子主演。1996年10月14日於日本朝日電視台播出。

## 故事概要
总是把事情搞糟的笨蛋相原琴子（佐藤蓝子饰）和学园第一的天才少年入江直树（柏原崇饰）在同一屋檐下的爱情故事。
2年前，高中入学的第一天，莽撞的相原琴子在学校楼道转角处，意外吻上了一个白马王子般的男生，琴子对他一见钟情。在入学式上，琴子才知道原来他是新生代表——入江直树，IQ200、运动万能的超级天才。虽然对方遥不可及，但琴子相信这是命运的邂逅，在她18岁生日那天，终于鼓起勇气向直树告白，却惨遭他无情的拒绝。琴子回家后，家中失火全毀，向他们伸出援手的是父亲的老友夫妻俩，琴子将和父亲老友的家人住在一起，没想到竟然是在直树家……！
“勇往直前的女高中生”琴子和“酷酷的天才少年”直树爆笑的同居生活开始啦……。

## 人物介紹
入江直樹（（Irie Naoki）
11月12日出生，血型AB型，身高178cm。
圣·都南学园高中部，3年A班学生。
IQ200、运动万能的超级天才，基本上没有事情可以难倒他，一脸酷相让人很难捉摸。他是许多女孩子心中的白马王子，但他对女生写给他的告白信总是看也不看就拒绝了，可谓是南极冰山。因为相原琴子的出现，对任何事都感到无趣的他，逐渐找到了真实的自己与梦想，最后放弃了东大与继承父亲公司的人生道路，直升本校大学部医学系，成为一名医生。
相原琴子（（Aihara Kotoko）
9月28日出生，血型O型，身高164cm（漫畫原設定158cm）。
圣·都南学园高中部，3年F班学生。
寿司店老板之女。很小的时候妈妈就去世了，由爸爸一手抚养长大。眼睛很大，嘴巴比眼睛大，耳朵比嘴巴大，而嗓门又比耳朵大的女孩，天生好像是扫把星，但是她有着坚韧的品质。自从和A班的天才少年入江直树意外接吻后，便爱上了对方。最终她把自己的心完全交付出來和毅力打动了世界上最難追的男生，并在他的激励下，靠着自己的努力考上了秋田的护校，成为一名护士。
松本麗子（松本裕子）
圣·都南学园高中部，3年A班的学生。
松本综合医院院长的千金。A班才女，被认为是入江直树的绝配，很喜欢直树，掌握着直树的秘密。打心眼里瞧不起F班的学生，但自从琴子出现后，她发现了直树渐渐在改变，觉查到了危机，处处和琴子过不去。虽然追随直树直升本校大学部医学系就读，但她还是没能获得直树的心。
中村金之助
12月9日生，圣·都南学园高中部，3年F班学生。
具有爆发力的男孩，喜欢琴子，经常为她打抱不平，但实力一般。最最爆笑的是他的三次KISS都是和男的。最后在琴子父亲的料理店当学徒，希望成为一名厨师。
相原重雄
琴子的爸爸，日本料理师傅。
总能在琴子失意的时候，给琴子力量。与直树的爸爸和妈妈是学生时代的老友，琴子妈妈去世后，他便悄悄带着琴子搬走了，直到后来家里发生了火灾，直树的妈妈才找到他们。
入江柾（入江重樹）
直树的爸爸，潘达公司社长。
在公司的经营上遇到了困难，但他不想直树因为想要帮自己而改变志向，希望直树能走自己想要走的路。比较看好丽子，在后来也渐渐发现了直树的真正心意。
入江真知子（入江紀子）
非常希望生个女孩，在直树小的时候曾把他打扮成女孩子来抚养。琴子的爱情后援队，认为琴子和直树是天生的一对。希望直树能像普通孩子一样，有热情有梦想。
入江裕樹
圣·都南学园小學部，3年A班學生。
“克隆版”直树，相当尊敬哥哥，一副小大人的可爱模样。非常讨厌琴子，觉得琴子是扫把星，在得知哥哥和琴子接吻了等一系列精神上的打击后病倒，却也因此发现了琴子的好，以及哥哥对琴子的心意。还特意安排哥哥和琴子约会，和妈妈站在了统一阵线上。
和泉聖子
圣·都南学园高中部，3年A班化學老師。
为了直樹，經常與F班菅原老師發生衝突，最後與菅原老師成為戀人。
菅原寬
圣·都南学园高中部，3年F班體育老師。
为了琴子，經常與A班和泉老師發生衝突，最後與和泉老師成為戀人。
小森仁子
圣·都南学园高中部，3年F班学生。
琴子的死黨，喜欢渡边。
林理美（石川理美）
圣·都南学园高中部，3年F班学生。
琴子的死黨。
渡邊純一
圣·都南学园高中部，3年A班学生。
喜歡麗子。永远的第二名，一心想要超越直树。
矢田園子
圣·都南学园高中部，3年A班学生。

## 每集標題
| 集數 | 播出日期       | 日文標題 | 中文標題           |
| ---- | -------------- | -------- | ------------------ |
| 1    | 1996年10月14日 |          | 改變命運的吻       |
| 2    | 1996年10月28日 |          | 愛與淚的最後跑者   |
| 3    | 1996年11月4日  |          | 兩人首次獨處的夜   |
| 4    | 1996年11月11日 |          | 沒有感覺的吻       |
| 5    | 1996年11月18日 |          | 冷冰冰與火辣辣的吻 |
| 6    | 1996年11月25日 |          | 再也不離開你       |
| 7    | 1996年12月2日  |          | 命運的聖誕夜       |
| 8    | 1996年12月9日  |          | 帶我去東大吧       |
| 9    | 1996年12月16日 |          | 再見的吻           |

## 音樂
電視原聲帶（1996年12月1日發行）
- ロード·トゥ·ユー
- 明日になれば（ピアノ·ソロ·ヴァージョン）
- ステディ（同）
- ふたりについて（ギター·ヴァージョン）
- フェイス·オブ·ザ·シティ
- ノー·タイム
- 影
- ふたりについて
- 明日になれば
- ステディ（サウンドトラック·ヴァージョン）
- SPEED-STEADY（主題曲，作詞、作曲:伊秩弘將）
- Steady（Piano Version）
- Steady（2003 Save The Children Concert Version）

原版插曲
- Loving You-Katerine
- 故郷ふるさと（故乡）-日本民謠
- Last Christmas-Wham!
- 赤鼻のトナカイ（红鼻子的驯鹿）-三石琴乃・久川绫・富泽美智惠・筱原惠美・深见梨加
- Christmas Eve-山下达郎

DVD版插曲
- Promises Don't Come Easy-Caron Nightingale

## 拍攝地點
入江家 = 东京都内某处的2世代住宅
聖都南學園 = 東京工科大學 日本工學院八王子專門學校
弄丢球的公園 = 武藏野公園
琴子爸爸的店 = 神田菊川上野毛店

## 影響力
《惡作劇之吻》是漫畫改编日劇史上一部里程碑式的作品，它的开播与奇迹般的受欢迎程度反映了社会潮流的逆转，“灰姑娘”的故事成为偶像剧不变的剧情内核，剧中的“灰姑娘”都特别有韧性，依靠百折不挠的精神征服“白马王子”。日本漫画改编偶像剧开始受到各方关注与追捧，在亚洲掀起收视与翻拍热潮（例如：流星花园）。
1996年10月14日《惡作劇之吻》在日本朝日電視台月曜20時播出，平均收视率10.1%。1998年该剧被台湾、香港引进播出後引起了极大轟動，多次重播都穩居日劇收視冠軍寶座，在台灣一年内重播了七次，開播半年時間即已重播六次，創下最短時間内、重播速度最快和次數最多的偶像劇代表作，至今没有任何电视剧可以超越。
柏原崇所飾演的入江直树一角，讓他成為全亞洲少女為之瘋狂的對象，該劇也先後被台灣、韓國翻拍，但他飾演的入江直樹与该剧仍是影迷心中不可动摇的經典。飾演平凡少女相原琴子的佐藤藍子也在该剧播出后大受歡迎，她的大眼睛和招風耳最為知名。主题曲《STEADY》創下SPEED生涯首張銷量突破百萬的單曲，奠定了她們傳說級女子天團地位。

## 播出時間

### 首播
| 電視頻道               | 所在地區   | 播映日期                       | 播出時間                                                                                          | 當地播出劇名    |
| ---------------------- | ---------- | ------------------------------ | ------------------------------------------------------------------------------------------------- | --------------- |
| 朝日電視台             | 日本       | 1996年10月14日至1996年12月16日 | 日本標準時間每週一晚上20:00至21:00時整                                                            | イタズラなKiss  |
| 衛視中文台             | 台灣       | 1998年5月19日至28日            | 台灣時間每週一至週五晚上20:00至21:00時整                                                          | 惡作劇之吻      |
| 緯來日本台             | 台灣       | 2002年4月23日至5月3日          | 台灣時間每週一至週五晚上22:00至23:00時整                                                          | 惡作劇之吻      |
| 鳳凰衛視中文台         | 香港       | 1998年5月19日至28日            | 香港時間每週一至週五晚上20:00至21:00時整                                                          | 一吻定情        |
| 上海教育電視台         | 中國大陸   | 2009年2月9日至22日             | 中國標準時間每週一至週五晚上22:00至23:00時整                                                      | 加油琴子        |
| 安徽廣播電視台衛星頻道 | 中國大陸   | 2009年8月24日至9月4日          | 中國標準時間每週一至週五晚上22時15分至23時15分                                                    | 加油琴子        |
| 廣東電視台衛星頻道     | 中國大陸   | 2011年7月21日至8月5日          | 中國標準時間每週一至週五下午15時10分至16時10分                                                    | 加油琴子        |
| Indosiar               | 印度尼西亞 | 2002年8月10日至11月2日         | 印度尼西亞西部時間每週六下午17:00至傍晚18:00時整 印度尼西亞中部時間每週六傍晚18:00至晚上19:00時整 | Itazura Na Kiss |

## 相关链接
- 淘氣小親親（原漫画）
- 惡作劇之吻（台湾电视剧）
- 惡作劇2吻（台湾电视剧）
- 惡作劇之吻 (韓國電視劇)
- 惡作劇之吻～Love in TOKYO（日本电视剧）